# Табулов, Татлустан Закериевич
Татлустан Закериевич Табу́лов (1879 — 16 февраля 1956) — абазинский и черкесский писатель и поэт. Один из основоположников абазинской литературы.

## Биография
Татлустан Табулов родился в 1879 году в селе Бибердов (ныне Эльбурган, Абазинский район Карачаево-Черкесии). Получил духовное исламское образование — окончил медресе. Затем учился в Александровской миссионерской семинарии (селение Ардон), но не окончил её.
В 1914 году был назначен учителем начальной школы в Эльбургане. В следующем году на конференции учителей Баталпашинского отдела в Теберде выступил с требованием обучения грамоте не только мальчиков, но и девочек, и не только на арабском, но и на русском языке, за что был отстранён от преподавательской деятельности.
В 1920 году уже при Советской власти Табулова снова назначается учителем Эльбурганской начальной школы.
В 1924 году Татлустан Табулов разрабатывает алфавит черкесского языка на арабской графической основе; выпускает первые черкесские буквари и учебники. В 1926 году публикует рассказ «Джалдуз»; в 1929 — выпускает сборник «Зули», куда входят пьесы, инсценировки, песни и стихи на черкесском языке.
С 1933 по 1936 годы, после разработки и внедрения абазинского алфавита, используя опыт русских школьных учебников, самостоятельно и в соавторстве с другими выпускает 9 букварей, учебников по абазинской грамматике, хрестоматий и книг для чтения после букваря. Работу над школьными учебниками Табулов совмещал с преподавательской деятельностью в Черкесском педагогическом училище.
В 1937 году был незаконно репрессирован, по абсурдному обвинению в вульгаризации абазинского языка. Около двух лет провёл в Черкесской тюрьме. В 1939 году был освобождён за отсутствием состава преступления.
После войны, Т. З. Табулов снова принимает активное участие в подготовке и выпуске учебников для абазинских детей. За короткий срок, переводя с русского и включая туда же собственные литературные произведения на фольклорной основе, Табулов издал несколько объёмных учебников и хрестоматий.
С 1951 года работал в Черкесском научно-исследовательском институте, подготовил к печати несколько научных трудов, среди которых и «Абазинские загадки и пословицы».

## Творчество
Табулов является автором первых в абазинской литературе произведений: стихов и песен «Счастливая жизнь», «Школа», «Наши женщины»; инсценировок «Рабочие и крестьяне», «Старое и новое». Его перу принадлежат поэмы «Псыж» и «Эльбурган», рассказ «Джалдуз», пьесы «Зули» и «Зарыля» о раскрепощении мусульманских женщин.
В 1947 году Т. Табулов издал первый сборник абазинских сказок, в 1955 году в соавторстве с К. Шакрыл — другой. Это был  последний  вклад Т. З. Табулова в развитие абазинской культуры.

##### На абазинском языке
- Гука: рассказ// Табулов Т. Хрестоматия для начальных школ. Ч. 1. Для третьего года обучения. — Сулимов, 1934. — С. 5—8.
- Джалдуз: рассказ// Табулов Т. Хрестоматия для начальных школ. Ч. 1. Для третьего года обучения. — Сулимов, 1934. — С. 23—26.
- Что белые натворили в нашем ауле: рассказ// Табулов Т. Хрестоматия для начальных школ. Ч. 1. Для третьего года обучения. — Сулимов, 1934. — С. 26—27.
- Фатимат: рассказ// Табулов Т. Хрестоматия для начальных школ. Ч. 1. Для третьего года обучения. — Сулимов, 1934. — С. 28—31.
- Гуля и Фатимат: песня// Табулов Т., Куджев У. Хрестоматия для начальных школ. Ч. 1. Для третьего года обучения. — Сулимов, 1936. — С. 51—54.
- Дадыра: рассказ// Малхозов М., Меремкулов Н. Хрестоматия по литературе. Ч. 2. Для четвертого класса начальной школы. — Черкесск, 1940. — С. 9—13.
- Старик-мудрец// Малхозов М., Меремкулов Н. Хрестоматия по литературе. Ч. 2. Для четвертого класса начальной школы. — Черкесск, 1940. — С. 37—42.
- Сосруко и Сотраш// Красная Черкесия. — 1941. — 9 марта.
- Сосруко и Сосранпа// Красная Черкесия. — 1941. — 13 апреля.
- Сосруко и шестеро мужчин// Красная Черкесия. — 1941. — 25 апреля.
- Абазинские сказки. — Ставрополь, 1947. — 145 с.
- Ктым, Ктыщ, Какана//Табулов Т. Родная речь. Книга для чтения в четвертом классе начальной школы. — Ставрополь, 1947. — С. 53—89.
- Татыщ// Табулов Т. Родная речь. Хрестоматия для 6 класса семилетней школы. — Ставрополь, 1947. — С. 137—147.
- Дадыра и сто семей// Табулов Т. Родная литература. Хрестоматия для шестого класса семилетней школы. — Черкесск, 1957. — С. 23—41.
- Абазинские сказки. — Черкесск, 1955. — С. 303—322. — (В соавторстве с К. Шакрыл).
- Зули: пьесы, стихи, песни. — Черкесск, 1958. — 55 с.

##### На черкесском языке
- Зули: пьесы, стихи, песни. — Баталпашинск, 1929. — 55 с.

##### На абазинском и черкесском языках
- Свет зари: избранные сочинения. — Черкесск, 1982. — 256 с.

##### На абазинском и русском языках
- Абазинские загадки и пословицы// Тр. Черкесского НИИ. — Черкесск, 1954.